# Mravinjak
Mravinjak je vidljivi dio kolonije mravi. U njemu živi do 5 milijuna mravi.
Mravinjak je izrađen od borovih iglica, lišća i malenih grana i prostire se sa svojim koridorima i komorama do dva metra dubine u zemlju. U večernjim satima izlaze vani, a za zaštitu se zatvaraju sa smolom.